# Teofil Maresch
Teofil Karol Maresch (ur. 1 sierpnia 1888 w Brzeżanach, zm. 18 października 1972 w Liverpoolu) – generał brygady Wojska Polskiego, Zastępca Przewodniczącego Głównego Sądu Koleżeńskiego Związku Legionistów Polskich od 1936 roku.

## Życiorys
Teofil Karol Maresch urodził się 1 sierpnia 1888 w Brzeżanach, w rodzinie Ferdynanda (ur. 1843, powstaniec styczniowy, dyrektor Powiatowego Towarzystwa Zaliczkowego w Brzeżanach), i Marceli z Wereszczyńskich. W 1907 zdał egzamin dojrzałości w C.K. Gimnazjum w Brzeżanach. W 1912 ukończył studia we Lwowie, gdzie działał w Związku Walki Czynnej i Związku Strzeleckim. Pracował potem jako adwokat. W okresie sierpień 1914 – lipiec 1917 w I Brygadzie Legionów Polskich. Podporucznik z października 1914. Po kryzysie przysięgowym powrócił do praktyki adwokackiej.
12 czerwca 1919 został przyjęty do Korpusu Sądowego Wojska Polskiego z byłych Legionów Polskich z zatwierdzeniem w stopniu kapitana. 20 czerwca tego roku został przydzielony do Sądu Wojskowego Okręgu Generalnego w Warszawie. W styczniu 1921 został kierownikiem Wojskowego Sądu Rejonowego Modlin. W 1922 został zweryfikowany w stopniu majora, w korpusie oficerów sądowych ze starszeństwem z dniem 1 czerwca 1919. Z dniem 1 sierpnia 1926 został przeniesiony do Prokuratury przy Wojskowym Sądzie Okręgowym Nr I w Warszawie na stanowisko podprokuratora. Posądzany o udział w zatuszowaniu sprawy gen. Włodzimierza Zagórskiego.
12 kwietnia 1927 awansował na podpułkownika ze starszeństwem z dniem 1 stycznia 1927 i 5. lokatą w korpusie oficerów sądowych. 24 kwietnia 1928 Prezydent RP mianował go sędzią orzekającym w wojskowych sądach okręgowych, a minister spraw wojskowych przeniósł z Prokuratury przy WSO Nr I do Wojskowego Sądu Okręgowego Nr I na stanowisko sędziego orzekającego. W 1930 został przeniesiony z Departamentu Sprawiedliwości Ministerstwa Spraw Wojskowych do Wojskowego Sądu Okręgowego Nr I w Warszawie na stanowisko szefa sądu. 29 stycznia 1932 został awansowany na pułkownika ze starszeństwem z dniem 1 stycznia 1932 i 2. lokatą w korpusie oficerów sądowych. 10 marca 1932 prezydent RP mianował go sędzią Najwyższego Sądu Wojskowego, a minister spraw wojskowych przeniósł z Wojskowego Sądu Okręgowego Nr I do Najwyższego Sądu Wojskowego w Warszawie na stanowisko sędziego. 20 maja tego samego roku został wyznaczony na stanowisko zastępcy szefa Departamentu Sprawiedliwości MSWojsk. 27 stycznia 1933 został mianowany z dniem 1 stycznia 1933 szefem Departamentu Sprawiedliwości Ministerstwa Spraw Wojskowych i Naczelnym Prokuratorem Wojskowym. W latach 30. był prezesem podolskiego koła Towarzystwa Rozwoju Ziem Wschodnich. Na generała brygady został awansowany ze starszeństwem z dniem 19 marca 1939 i 16. lokatą w korpusie generałów. We wrześniu 1939 był naczelnym szefem służby sprawiedliwości w Naczelnym Dowództwie WP.
Po kampanii wrześniowej internowany w Rumunii w obozie w Băile Herculane. W 1941 rząd I. Antonescu wydał go znalazł się w niewoli niemieckiej. Jeden z jedenastu polskich generałów więzionych przez Niemców w Dorsten i Dössel podczas II wojny światowej.
Po uwolnieniu z oflagu w 1945 do kwietnia 1948 mieszkał we Francji. Potem został przeniesiony do Anglii, gdzie po demobilizacji osiadł i gdzie zmarł 18 października 1972 w Liverpoolu.
Żonaty z Janiną Wolberzanką, tłumaczką dzieł niemieckich i francuskich. Uczęszczał do gimnazjum w Brzeżanach razem z Edwardem Rydzem-Śmigłym.

## Ordery i odznaczenia
- Krzyż Komandorski Orderu Odrodzenia Polski (27 września 1972)[21]
- Krzyż Niepodległości (20 stycznia 1931)[22]
- Krzyż Oficerski Orderu Odrodzenia Polski (10 listopada 1933)[23]
- Krzyż Walecznych (czterokrotnie)
- Złoty Krzyż Zasługi (16 marca 1928)[24][10]